# Nízký Inovec
Nízký Inovec je geomorfologický podcelek geomorfologického celku Považský Inovec. Vyplňuje jeho centrální část ve východní oblasti. Na severu ho ohraničuje podsestava Vysoký Inovec, na východě Nitranská pahorkatina, na jihu Krahulčí vrchy a na západě Inovecké předhůří. Nejvyšším vrcholem je Bezovec (742,8 m n. m.).